# پیر بومارشه
پیر-آگوستن کارون دو بومارشه (به فرانسوی: Pierre-Augustin Caron de Beaumarchais) نمایش‌نامه‌نویس، ساعت ساز، مخترع، موسیقی‌دان، دیپلمات، فراری، جاسوس، ناشر، دلال اسلحه، هجونویس، سرمایه‌گذار و انقلابی قرن هجدهم میلادی فرانسوی-آمریکایی بود.

## زندگی
پیر آگوستی کارو بومارشه درام‌نویس بزرگ فرانسوی در ۲۴ ژانویه ۱۷۳۲ در پاریس چشم به جهان گشود. او نخست شغل ساعت‌سازی را برگزید و سپس به دربار راه یافت و استادی چنگ نوازی دختران شاه را بعهده گرفت و بعدها پیشرفت‌های زیادی کرد و به مقام منشی گری و سپس معاونت میرشکاری شخص شاه (لوئی شانزدهم) رسید و سرانجام از اشراف شد. او بسبب نوشتن مقاله‌های تند در انتقاد از دستگاه قضائی فرانسه به محاکمه خوانده شد و بعدها از طرف دولت مأمور رساندن اسلحه به شورشیان آمریکا شد و چندی بعد پس از انقلاب فرانسه دستگیر و زندان افتاد
آثار معروف او که شاهکارهای ادبی فرانسه است عبارتند از:
- تریلوژی فیگارو
  - ریش‌تراش اشبیلیه (Le Barbier de Seville)
  - ازدواج (عروسی) فیگارو (Le Mariage de Figaro)
  - مادر گناهکار (La Mère coupable)
- دو رفیق
- بازرگانان لیون

از خدمت‌های شایسته دیگر او چاپ هفتاد جلد آثار ولتر است